# 潘光武
潘光武（1937年5月—2010年7月11日），四川渠县人。中华人民共和国作家。

## 生平
1962年于四川大学中文系毕业后，分配至北京从事教学工作近20年。1980年调至中国文联。后为中国文联出版公司编审，中国新文艺大系丛书执行总编委兼编辑部主任。1995年加入中国作家协会。编著《阳翰笙日记选》、《阳翰笙研究资料》、《阳翰笙评传》等。对《中国新文艺大系》的编纂和顺利完成做出了重大贡献。2010年7月11日去世。